# 白肩雕
白肩鵰（学名：通稱皇鵰、帝鵰、御鵰，又稱為東方皇鵰、東方帝鵰及東方御鵰）与金雕非常类似，个头略小，体长为80厘米，翼展为200厘米，属于猛禽家族的鹰科。

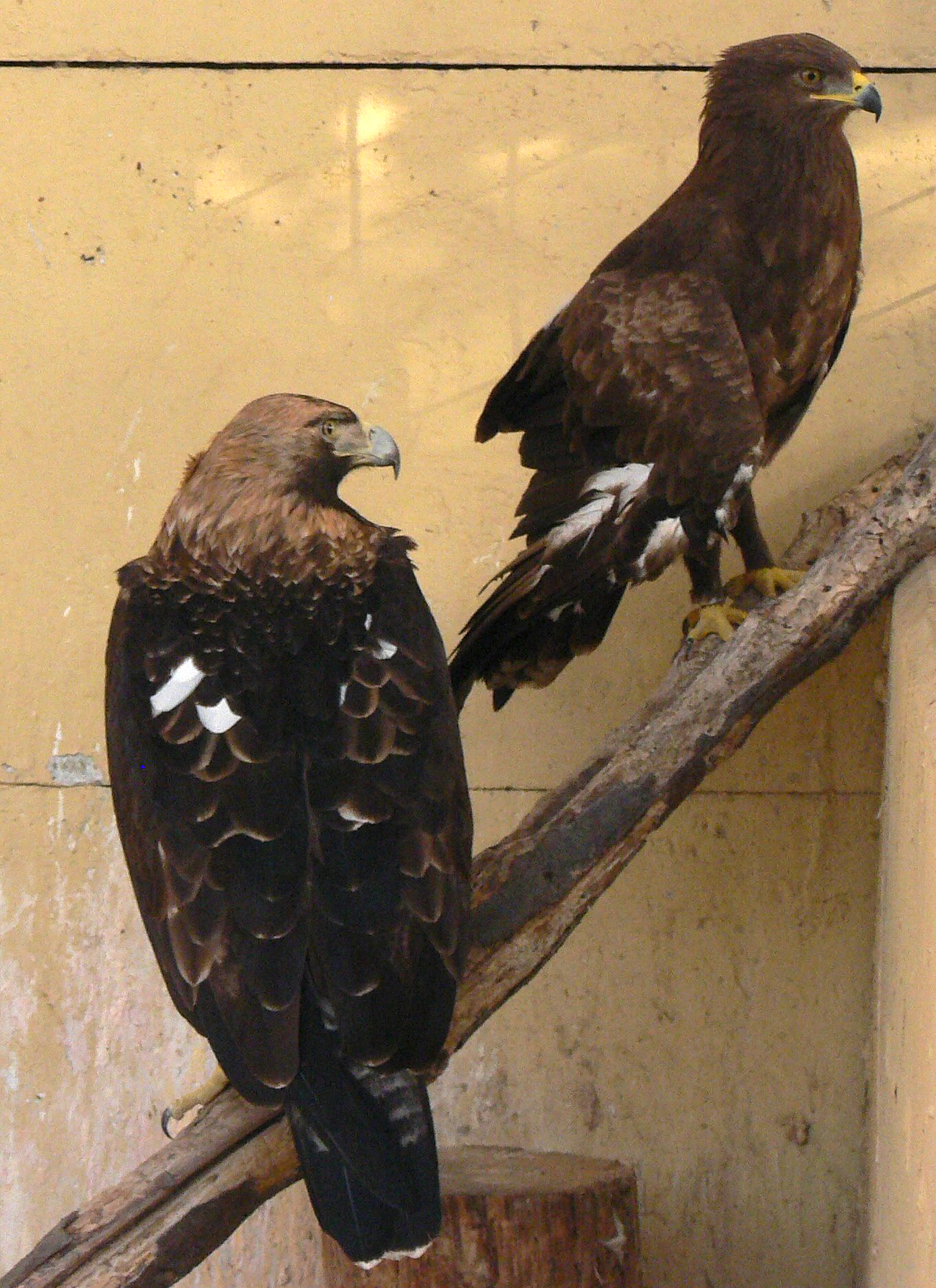
圈養的白肩鵰，右為 斑點鵰.

白肩雕分布在欧洲东南部、西亚和中亚。西班牙白肩雕，也被稱為西班牙帝雕（A. adalberti）一般生活在西班牙和葡萄牙，以前认为和白肩雕是一个物种，如今由于在形态学、生态学方面主觀地認為有異，而被人為地分成两个不同的种类。
冬天，白肩鵰迁徙到非洲、印度和中国。欧洲，白肩雕是濒危物种，在它曾经分布的地方如匈牙利和奥地利几近消失。如今欧洲只有潘诺尼亚平原地区白肩雕的数量在上升，主要在匈牙利北部的山区和斯洛伐克南部，其中匈牙利白肩雕的数量约为70-80对。
奥匈帝国的君主曾经将白肩雕选做纹章上的动物，但是并没有对这种动物有所帮助。与其他雕不同的是，白肩雕喜欢栖息在小树林的田野，而不喜欢生活在山脉、大型森林或树木稀少的草原。
白肩鵰将巢筑在树上，周围没有其他树木，因此这些巢在很远处就可以看到，白肩雕也可以观察周围的情况。白肩鵰用树枝筑巢，加以草与羽毛。
每年3-4月，雌雕产2-3枚卵。孵化期为45天，通常只有一只能存活下来，其余在长成过程中死亡。
白肩鵰主要吃美洲黃鼠，也扑食啮齿目、貂屬、狐類等哺乳动物及鸟类。

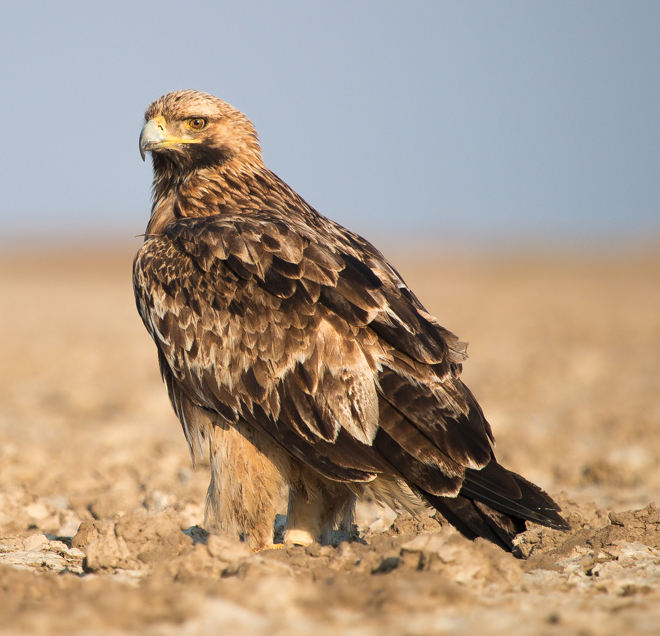
典型過渡羽毛的亞成鳥

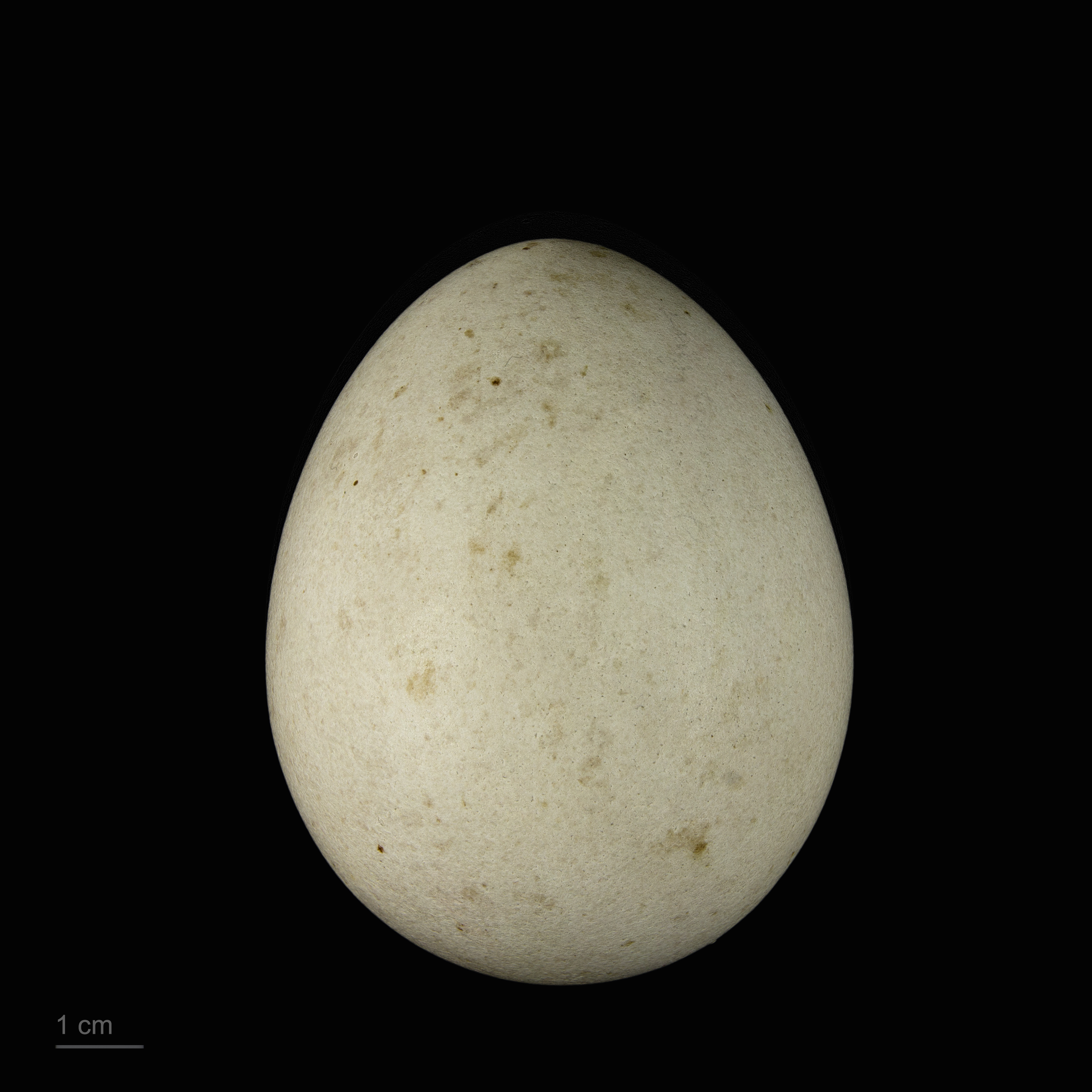
卵 Aquila heliaca

## 亚种
- 白肩鵰指名亚种（学名：Aquila heliaca heliaca）。在中国大陆，分布于新疆、辽宁、河北、河南、青海、陕西、甘肃、长江中下游、南至福建、广东等地。该物种的模式产地在埃及。[8]

## 保护
- 中国国家重点保护动物等级：一级